# Bjurforsbäcken
Bjurforsbäcken, i de nedre delarna även Salomonsån, är ett vattendrag i Norbergs och Avesta kommuner i Västmanlands respektive Dalarnas län, samt naturreservat i Avesta kommun. Bäcken är cirka 8 kilometer lång, varav de sista 1,5 kilometerna är naturreservat.  Naturreservatet bildades 2010 av Avesta kommun och är 15 hektar stort.
Bäckens avrinningsområde inkluderar Storsjön och Lillsjön i Norbergs kommun, Västmanlands län, samt ett tiotal andra sjöar, men fylls även på av handfull mindre bäckar. Den rinner sedan via naturreservatet Bredmossen och samhället Bjurfors på gränsen till Avesta kommun och -tätort, för att slutligen mynna ut i Dalälven i Avesta.
I bäcken finns öring och inom naturreservatets norra del finns ett ovanligt stort bestånd av springkorn (Impatiens noli-tangere). Marken är näringsrik vilket gör att bland annat ormbär (Paris quadrifolia), stinksyska (Stachys sylvatica), liljekonvalj (Convallaria majalis), rödblära (Silene dioica), gullpudra (Chrysosplenium alternifolium) och träjon (Dryopteris filix-mas) kan växa.
Mot Tråbacken har bäcken skapat ett system av raviner, vilket genom sin sällsynthet i kommunen ger ett geologiskt bevarandevärde. Ruinerna efter Bjurfors mässingsbruk på länsgränsen är bevarandevärt ur friluftslivssynpunkt.

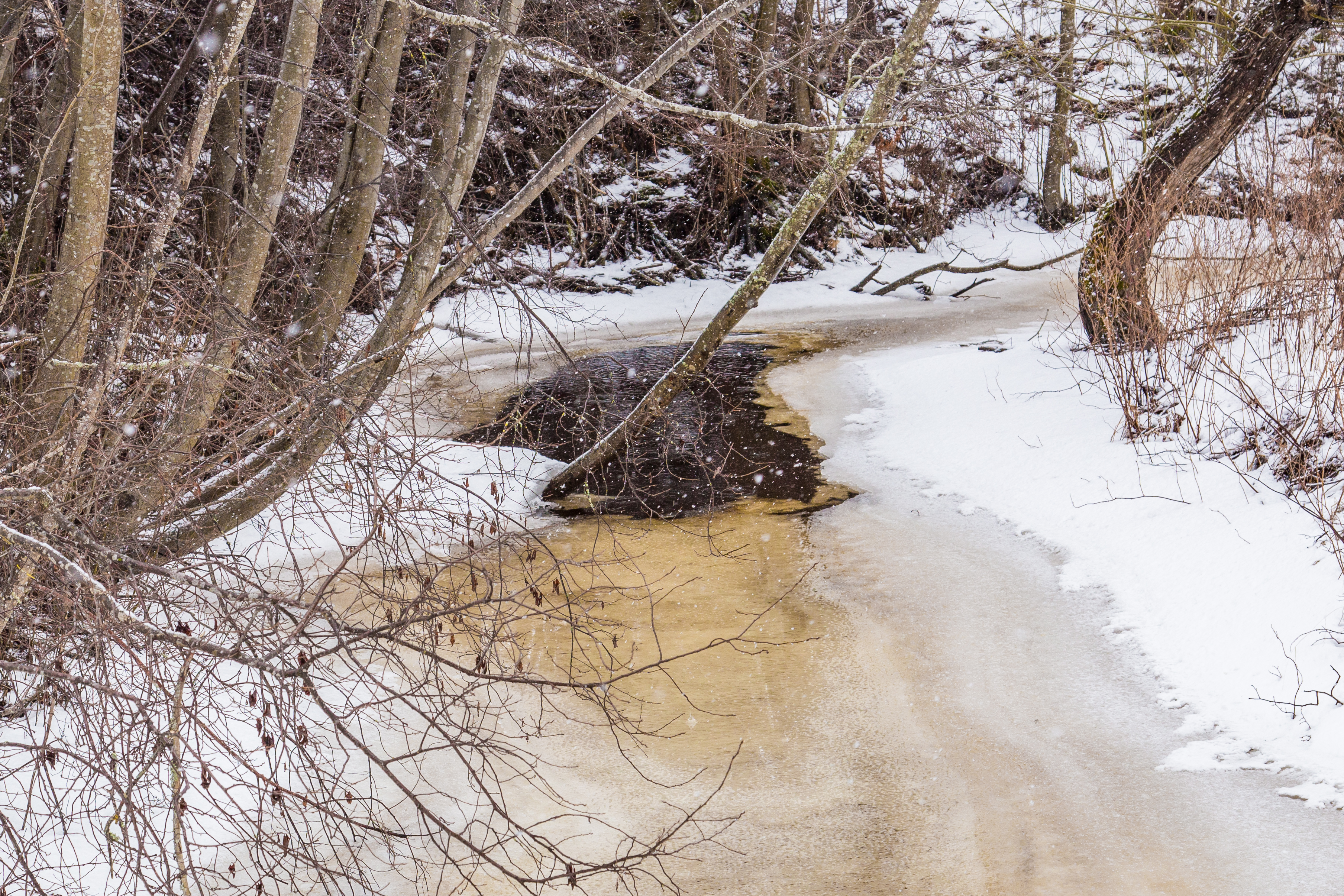
Bjurforsbäcken nära Visentparken i Avesta
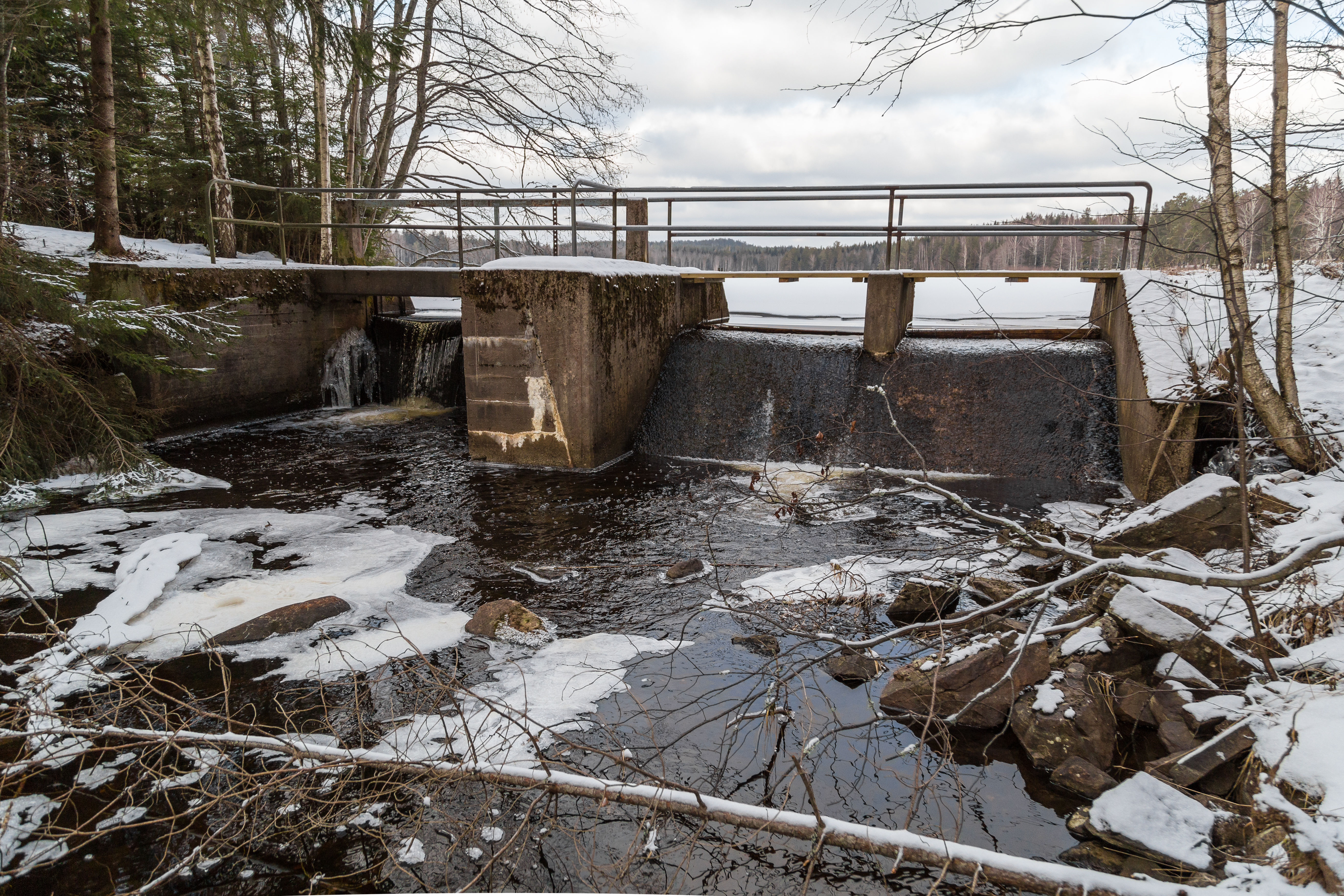
Lillsjöns utlopp i Bjurforsbäcken
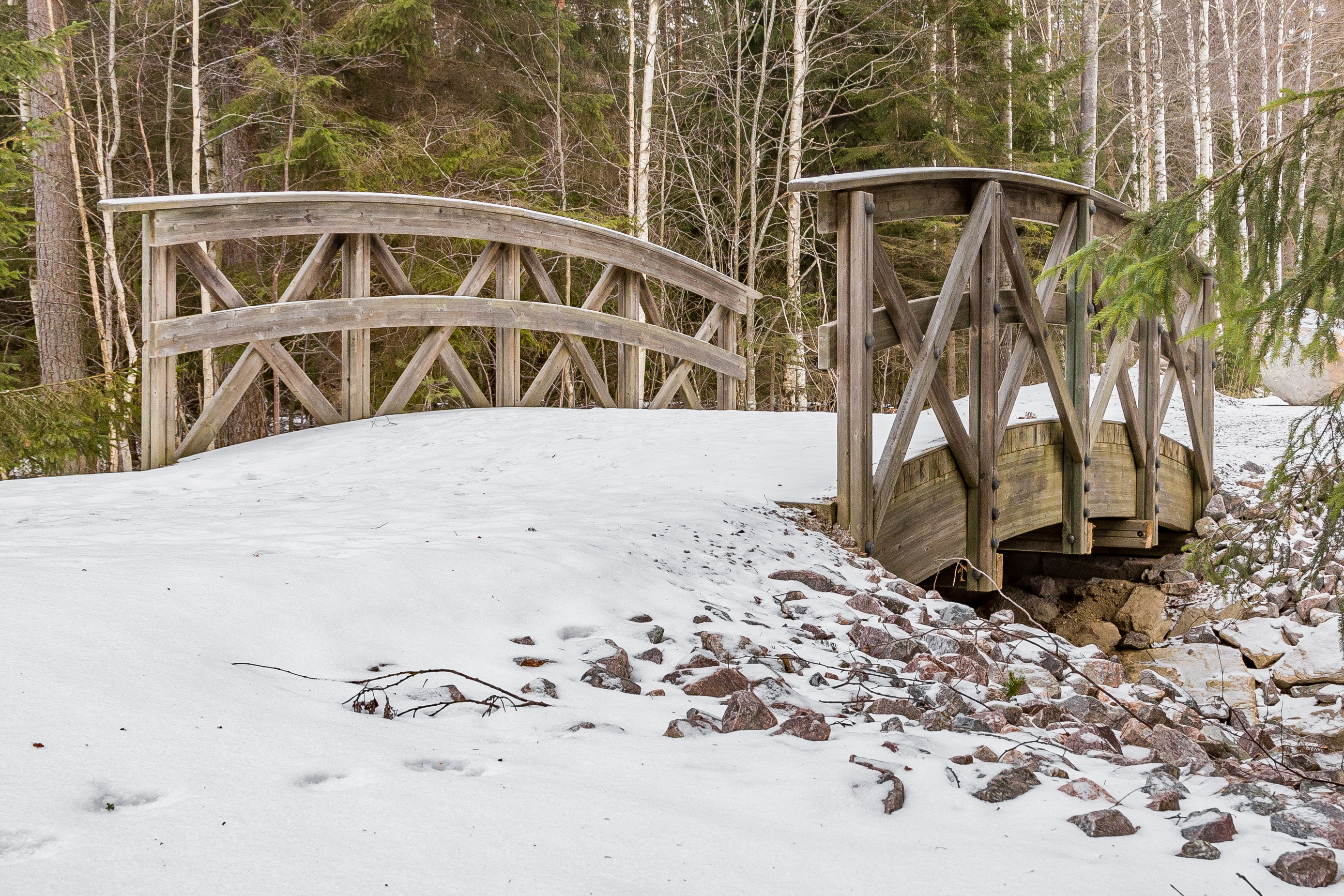
Gångbro över Bjurforsbäcken strax nedströms Lillsjön
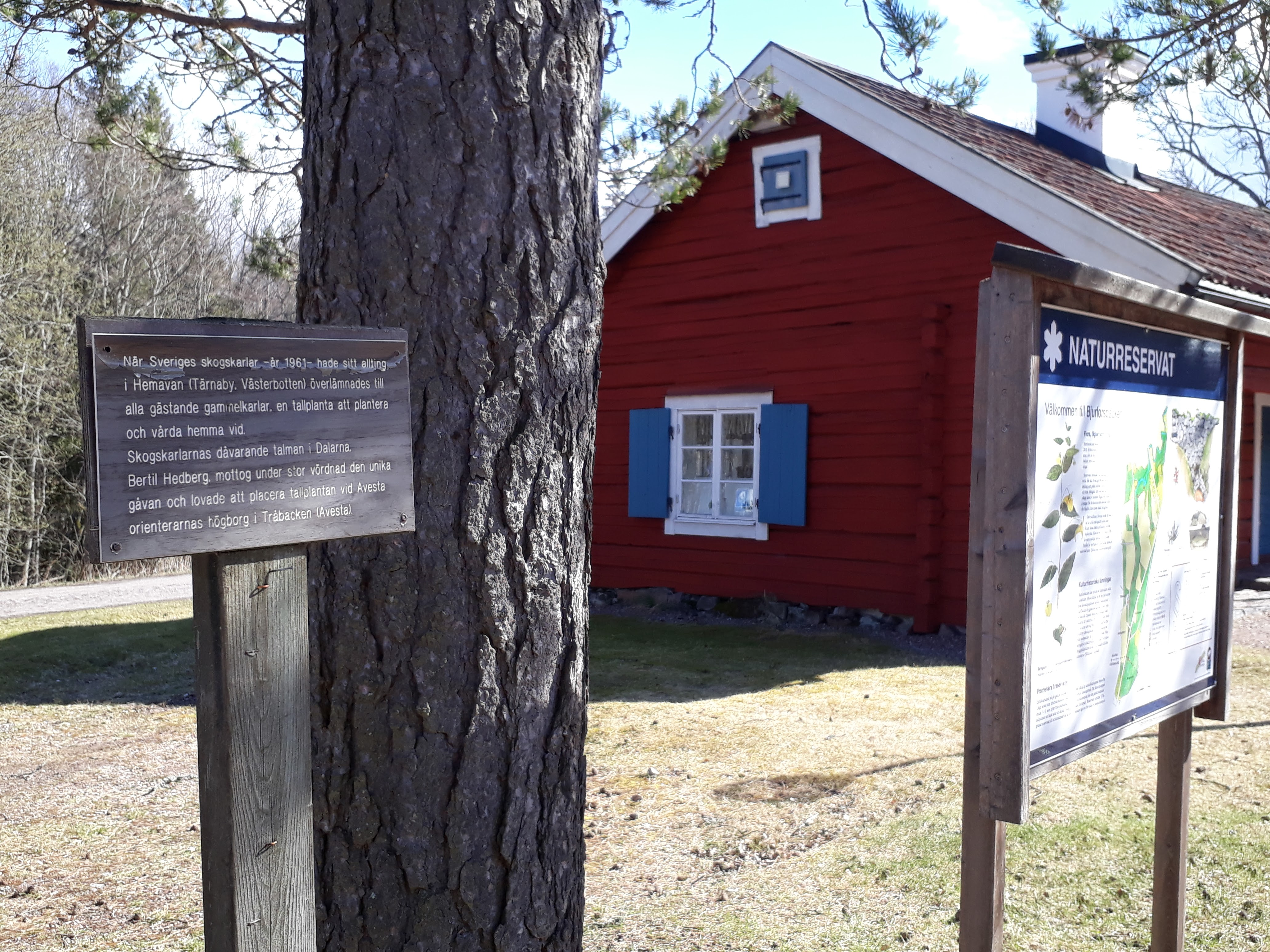
Tråbacken